# 사라 번즈
세라 번스(Sarah Burns, 1981년 7월 26일 ~ )는 미국의 배우이다.
롱아일랜드에서 태어났다.

## 출연 작품
- 놈이 우리 안에 있다 (2021년) - 그웬 역
- 브라더 네이처 (2016년)
- 어쿼드 섹시피플 (2015년)
- 그랜마 (2015년)
- 그레고리 고 붐 (2013년)
- 커플로 살아남기 (2010년) - 제닌 그로프 역
- 모노거미 (2010년)
- 크라이드 수어사이드 (2010년)
- 고잉 더 디스턴스 (2010년)
- 알러뷰 맨 (2009년) - 헤일리 역
- 시리얼 (2007년)
- 뉴욕의 가을 (2000년)

### 텔레비전
- 인라이튼드 (2011-13, Enlightened)
- 메리드 (2014, Married)